# Indische olifant
De Indische olifant (Elephas maximus indicus) is een ondersoort van de Aziatische olifant die voorkomt in India. Hij wordt 5,5 tot 6 meter lang en ongeveer 3 meter hoog. Hij heeft een gewicht van om en nabij de 5000 kilogram. Op de grassteppes en in de bossen voedt hij zich met gras, bladeren en andere plantendelen. Vergeleken met de Afrikaanse olifant heeft de Indische olifant kleinere oorschelpen en kleinere slagtanden. Ook hebben de Indische olifanten maar één lip en zit hun kop lager dan hun ruggengraat. De Afrikaanse olifanten zijn ook groter dan de Indische olifanten. De vrouwtjes zijn kleiner dan de mannetjes en bij hen zijn de slagtanden alleen in aanleg aanwezig.
Na een draagtijd van 21 maanden brengt de olifantenkoe een jong ter wereld. Het jong wordt meer dan twee jaar gezoogd en blijft ook daarna nog lang bij de moeder. De olifanten scheiden tijdens de paartijd een sterk ruikende vloeistof af uit klieren die zich aan de zijkant van het lichaam bevinden. Gedurende deze tijd zijn de dieren onberekenbaar en agressief.
Een kudde olifanten bestaat uit een oude olifantenkoe, de matriarch die de leiding heeft, meerdere vrouwtjes en hun jongen en een ouder mannetje. In de nabijheid van de kudde leven nog meer olifantenstieren.
Bij deze ondersoort is meerdere keren waargenomen dat zij overleden jongen begraven en bij de begrafenis ook stonden te rouwen door luid te trompetteren. De begraven jongen werden allemaal op de rug begraven en de poten en slurf bleven boven de grond uit steken.